# Enoch Kofi Adu
Enoch Kofi Adu, (født 14. september 1990), er en ganesisk fodboldspiller der spiller i Stabæk IF, hvortil han er på lån fra Club Brugge. Han spiller primært på den centrale midtbane. 

## Karriere
Fra 2008 til 2010 spillede Adu for den franske klub OGC Nice uden at få spilletid på førsteholdet. 

### FC Nordsjælland
I perioden 16. juli 2010 til 2013 spillede han i den danske klub FC Nordsjælland. Inden kontrakten med den danske klub kom på plads prøvetrænede han i klubben sammen med den jævnaldrende landsmand Abeiku Quansah, der dog ikke fik kontrakt med klubben.

### Club Brugge
I januar 2013 blev Adu solgt fra FC Nordsjælland til den belgiske klub Club Brugge.

### Stabæk IF
Den 12. februar 2014 blev den tidligere FC Nordsjælland spiller udlejet til norske Stabæk IF.